# Episodi di Circle of Life (prima stagione)
La prima stagione di Circle of Life è stata trasmessa in Germania su ARD dal 13 aprile al 13 luglio 2004. In Italia è andata in onda su Canale 5 dal 7 giugno al 27 luglio 2008.
| nº | Titolo originale      | Titolo italiano          | Prima TV Germania | Prima TV Italia |
| -- | --------------------- | ------------------------ | ----------------- | --------------- |
| 1  | Zurück auf Anfang     | La vita continua         | 13 aprile 2004    | 7 giugno 2008   |
| 2  | Schweigepflicht       | Segreto professionale    | 20 aprile 2004    | 14 giugno 2008  |
| 3  | Der Traum vom Fliegen | Sognare di volare        | 27 aprile 2004    | 21 giugno 2008  |
| 4  | Angst um Elena        | Il cuore di Elena        | 4 maggio 2004     | 28 giugno 2008  |
| 5  | Abschied nehmen       | L'addio                  | 11 maggio 2004    | 5 luglio 2008   |
| 6  | Verschüttet           | Piccoli esploratori      | 18 maggio 2004    | 12 luglio 2008  |
| 7  | Umwege der Liebe      | Fare il primo passo      | 25 maggio 2004    | 13 luglio 2008  |
| 8  | Ein Fest mit Folgen   | Festa di compleanno      | 1º giugno 2004    | 19 luglio 2008  |
| 9  | Mut zur Wahrheit      | Il coraggio della verità | 8 giugno 2004     | 20 luglio 2008  |
| 10 | Im Alleingang         | Iniziativa personale     | 15 giugno 2004    | 26 luglio 2008  |
| 11 | Tage voller Sorgen    | Il ricatto               | 22 giugno 2004    | 27 luglio 2008  |
| 12 | Verbotene Liebe       | Epidemia                 | 29 giugno 2004    | 20 luglio 2008  |
| 13 | Alles wird gut        | Aggressione razzista     | 13 luglio 2004    |                 |

## La vita continua
- Titolo originale: Zurück auf Anfang
- Diretto da: Erwin Keusch
- Scritto da:

## Segreto professionale
- Titolo originale: Schweigepflicht
- Diretto da: Erwin Keusch
- Scritto da: